# تيري فلاناغان (ملاكم)
تيري فلاناغان (بالإنجليزية: Terry Flanagan)‏ مواليد 11 يونيو 1989 في مانشستر، إنجلترا، المملكة المتحدة، هو ملاكم محترف بريطاني يصنف ضمن فئة الوزن الخفيف.

## إحصائيات
خاض خلال مسيرته 35 نزالا، فاز في 33 ولم يخسر. فاز بالضربة القاضية في 13 نزالا.

## روابط خارجية
- تيري فلاناغان على موقع بوكس ريك (الإنجليزية) (registration required)